# Maura Healey
Pour les articles homonymes, voir Healey.
Maura Healey, née le 8 février 1971 à Bethesda (Maryland), est une avocate, femme politique américaine, membre du Parti démocrate. Procureure générale du Massachusetts de 2015 à 2023, elle est gouverneure du Massachusetts depuis le 5 janvier 2023. Elle est la première procureure générale d'État et première gouverneure ouvertement lesbienne des États-Unis.

## Biographie

### Jeunesse et études
Née au Walter Reed National Military Medical Center à Bathesda dans le Maryland le 8 février 1971, Maura Healey est la fille d'un capitaine du Service de santé publique des États-Unis d'origine irlandais et d'une infirmière. Elle a neuf mois lorsque sa famille déménage à Hampton Falls dans le New Hampshire, où elle grandit avec ses quatre frères et sœurs.
Maura Healey étudie au Harvard College, se spécialisant en administration et haute fonction publique ; elle est également capitaine de l'équipe féminine de basket-ball de l'université Harvard. Elle obtient un bachelor of arts cum laude en 1992, puis joue deux ans dans une équipe de basket-ball professionnelle à Salzburg en Autriche. À son retour aux États-Unis, elle étudie le droit à l'université du Nord-Est à Boston et obtient un juris doctor en 1998.

### Carrière professionnelle
Maura Healey commence sa carrière auprès du juge fédéral A. David Mazzone, puis elle travaille plus de sept ans au cabinet d'avocats Hale & Dorr, où elle se spécialise sur les litiges commerciaux et devient associée junior.
Elle exerce également comme procureure adjointe de district dans le comté de Middlesex. En 2007, elle est recrutée par la procureure générale du Massachusetts, Martha Coakley, pour diriger la division des droits civils. En 2012, elle est promue cheffe du bureau de la protection civile, puis cheffe du bureau des affaires et du travail.

### Procureure générale du Massachusetts
En octobre 2013, Maura Healey annonce sa candidature au poste de procureure générale du Massachusetts pour succéder à Martha Coakley qui se présentait au poste de gouverneur,. Après avoir remporté les primaires démocrates en septembre 2014, elle remporte l'élection générale le 4 novembre de la même année en battant le républicain John Miller avec 61,7 % des votes.
Dès son entrée en fonction, elle devient la première procureure générale ouvertement lesbienne des États-Unis,.
En novembre 2018, elle est réélue à ce poste en battant le républicain James McMahon, avec 69,9 % des suffrages.
Lors de ses mandats, Maura Healey se distingue notamment en s'opposant au décret 13769 du président Donald Trump, interdisant l'entrée aux États-Unis aux ressortissants de sept pays à majorité musulmane. Maura Healey fustige le décret comme « motivé par un sentiment anti-musulman et l'islamophobe, et non par un désir de promouvoir la sécurité nationale ». Un tribunal fédéral annule finalement le décret pour des motifs similaires.
Lorsque Donald Trump publie un nouveau décret, en mars 2017, Healey annonce des poursuites et déclare que le décret 13780 « reste une tentative discriminatoire et inconstitutionnelle de tenir la promesse de campagne [de Trump] de mettre en œuvre une interdiction interdiction de territoire aux musulmans ». Le décret est lui aussi annulé par un tribunal fédéral.
En mai 2017, après que Donald Trump limoge le directeur du FBI James Comey, Maura Healey dirige les efforts appelant à la nomination d'un procureur spécial pour enquêter sur l'ingérence de la Russie dans l'élection présidentielle américaine de 2016. Son bureau envoie une lettre à cet effet, signée par 20 procureurs généraux, au procureur général adjoint des États-Unis, Rod Rosenstein. Le 17 mai, celui-ci nomme un procureur spécial, l'ancien directeur du FBI Robert Mueller.
En juillet 2021, dans le cadre de la crise des opioïdes, Maura Healey annonce un accord conclu entre quinze États, dont le Massachussetts, avec Purdue Pharma, fabricant de l'antidouleur OxyContin ; l'entreprise et la famille Sackler devant payer 4,3 milliards de dollars. L'accord exige également que Purdue Pharma soit dissoute ou vendue, que les Sackler soient bannis du commerce des opioïdes et tenus de céder le contrôle des fondations familiales.

### Gouverneure du Massachussetts
Le 20 janvier 2022, Maura Healey annonce sa candidature à l'élection du gouverneur du Massachusetts, pour succéder au gouverneur sortant Charlie Baker. Le 6 septembre 2022, Healey remporte la primaire démocrate, puis le 8 novembre 2022, elle remporte les élections générales avec 63,74 % des suffrages contre 34,57 pour son adversaire républicain.
Le 5 janvier 2023, elle prête serment et devient la première femme gouverneur de cet État ainsi que la première femme ouvertement lesbienne et la troisième personne ouvertement LGBT (après Kate Brown et Jared Polis) à occuper le poste de gouverneur d'un État américain.

### Vie privée
Maura Healey déménage de Boston à Cambridge en 2022. Elle continue à jouer au basket-ball en amateur.